# بوغي
بُغَّى أو بُكَّى مدينة تقع في جنوب غرب موريتانيا في ولاية ولاية البراكنة على فرع جانبي من فروع نهر السنغال. بلغ عدد سكان المدينة في إحصاء رسمي سنة 2011 60 000 نسمة تقريبا. يحد بوغي من الجنوب (في جبهة نهر السنغال)، وفيها سوق كبير تباع فيه مختلف الأدوات والاطعمة والاكسسوارات، والملابس، الخ...
منذ أصبحت المدينة عاصمة للمقاطعة التي تحمل اسمها في ثمانينيات القرن العشرين والنمو الاقتصادي والعمراني يزدهر باضطراد.

## المناخ
يظهر الجدول التالي التغييرات المناخية على مدار السنة لبوغي:
| البيانات المناخية لـبوغي               | البيانات المناخية لـبوغي | البيانات المناخية لـبوغي | البيانات المناخية لـبوغي | البيانات المناخية لـبوغي | البيانات المناخية لـبوغي | البيانات المناخية لـبوغي | البيانات المناخية لـبوغي | البيانات المناخية لـبوغي | البيانات المناخية لـبوغي | البيانات المناخية لـبوغي | البيانات المناخية لـبوغي | البيانات المناخية لـبوغي | البيانات المناخية لـبوغي |
| الشهر                                  | يناير                    | فبراير                   | مارس                     | أبريل                    | مايو                     | يونيو                    | يوليو                    | أغسطس                    | سبتمبر                   | أكتوبر                   | نوفمبر                   | ديسمبر                   | المعدل السنوي            |
| -------------------------------------- | ------------------------ | ------------------------ | ------------------------ | ------------------------ | ------------------------ | ------------------------ | ------------------------ | ------------------------ | ------------------------ | ------------------------ | ------------------------ | ------------------------ | ------------------------ |
| متوسط درجة الحرارة الكبرى °م (°ف)      | 31.4 (88.5)              | 33.6 (92.5)              | 36.3 (97.3)              | 39.0 (102.2)             | 40.7 (105.3)             | 40.8 (105.4)             | 38.2 (100.8)             | 36.5 (97.7)              | 37.3 (99.1)              | 38.3 (100.9)             | 36.0 (96.8)              | 31.3 (88.3)              | 36.6 (97.9)              |
| متوسط درجة الحرارة الصغرى °م (°ف)      | 14.5 (58.1)              | 16.2 (61.2)              | 19.6 (67.3)              | 21.6 (70.9)              | 24.1 (75.4)              | 25.4 (77.7)              | 25.7 (78.3)              | 25.9 (78.6)              | 25.7 (78.3)              | 23.3 (73.9)              | 19.6 (67.3)              | 16.0 (60.8)              | 21.5 (70.6)              |
| الهطول مم (إنش)                        | 1 (0.0)                  | 1 (0.0)                  | 0 (0)                    | 0 (0)                    | 0 (0)                    | 11 (0.4)                 | 56 (2.2)                 | 91 (3.6)                 | 68 (2.7)                 | 16 (0.6)                 | 0 (0)                    | 0 (0)                    | 244 (9.6)                |
| المصدر: Climate-Data.org, Climate data |                          |                          |                          |                          |                          |                          |                          |                          |                          |                          |                          |                          |                          |